# Dendropogonella rufescens
Dendropogonella rufescens är en bladmossart som beskrevs av Nathaniel Lord Britton 1906. Dendropogonella rufescens ingår i släktet Dendropogonella och familjen Cryphaeaceae. Inga underarter finns listade i Catalogue of Life.